# Siponto
Siponto (lateinisch Sipontum; griechisch Sepius (nach sepia, „Tintenfisch“); Sipus bei Strabon) ist die antike Hafenstadt von Arpi, südlich von Manfredonia in Apulien.
Siponto ist heute ein Badeort. Von der antiken Stadt zeugen Ruinen, ein archäologischer Park ist im Entstehen.

## Geschichte
Es ist eine der ältesten Siedlungen der Daunier. Die Gründung eines ursprünglich griechischen Ortes verliert sich in der Mythe: Diomedes, den ein Sturm nach Apulien verschlagen hatte, wurde von Daunus, einem mythischen König Apuliens, aufgenommen. Diomedes unterstützte Daunus bei Kämpfen gegen die Messapier und erhielt als Dank dessen Tochter Euippe sowie Teile des Landes. Später soll Diomedes einige Städte gegründet haben, darunter Sipontum.
Sipontum war eine griechische Kolonie, die jedoch in die Hände der Samniten fiel. Um 335 v. Chr. wurde sie von König Alexander I. von Epirus, Onkel von Alexander dem Großen, wieder zurückgewonnen. 189 v. Chr. wurde es eine römische Kolonie.

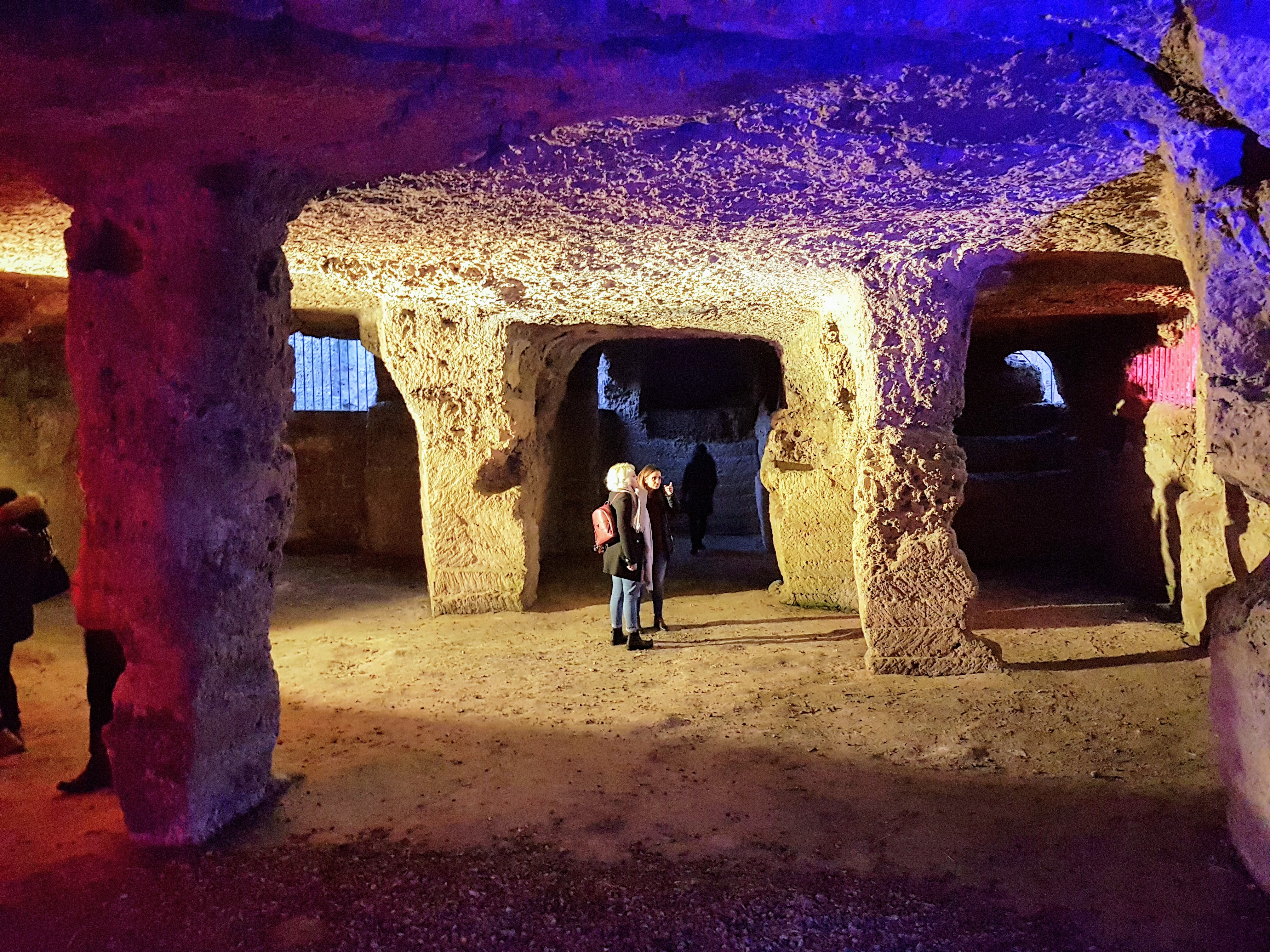
Blick in ein Hypogäum, einem unterirdischen Grabgewölbe; die Ipogei Capparelli stammen aus der Zeit ab dem 4. Jahrhundert

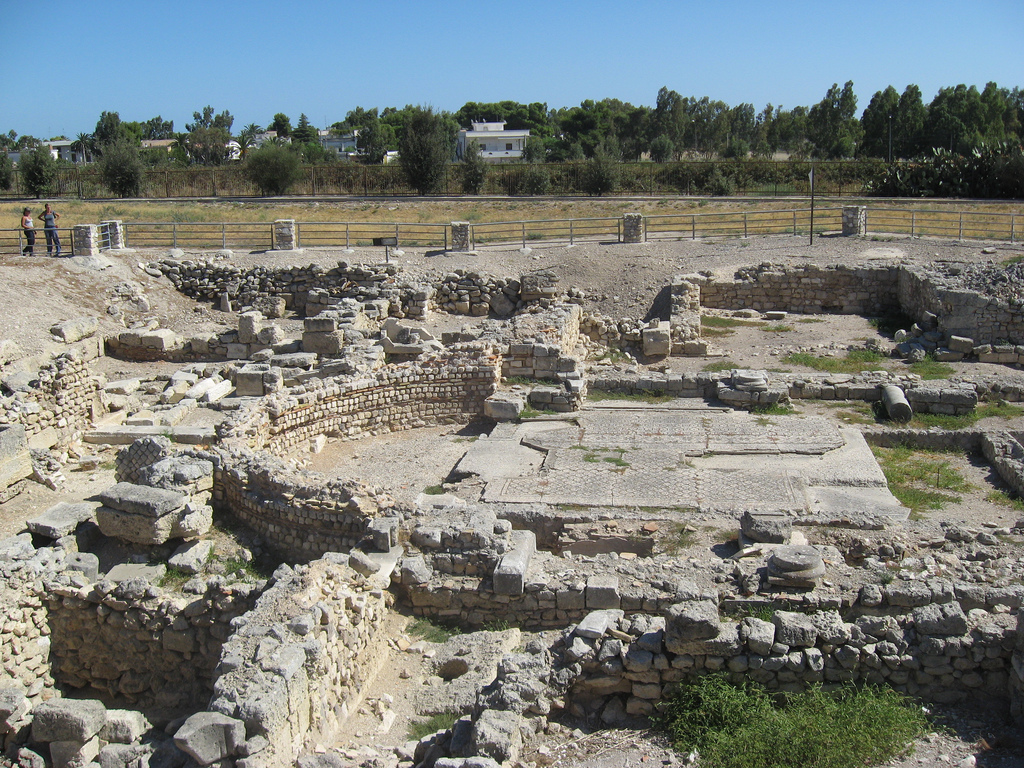
Die Basilika von Siponto

Nach der christlichen Legende war Sipontum eines der ältesten Bistümer Italiens und sein Bischof von Petrus persönlich im Jahr 64 ordiniert worden. Das Bistum wurde wohl im 4. Jahrhundert eingerichtet. Der erste dort bekannte Bischof war Felix, der an einem Konzil des Jahres 465 teilnahm. Lorenzo von Siponto tat sich in der Abwehr der Ostgoten unter Totila hervor. Die Kathedrale war Sitz der Erzbischöfe, doch diese verlegten ihn, wahrscheinlich aus Furcht vor den Raubzügen der Sarazenen, einige Zeit lang auf den Monte Gargano.
Während des Pontifikats von Papst Gelasius I. (492–496) erschien dem Bischof Laurentius (San Lorenzo Maiorano, späterer Schutzpatron) am Monte Gargano der Erzengel Michael, zu dessen Gedächtnis das berühmte Kloster des Erzengels gegründet wurde. Über dessen Eingang stehen als Inschrift die legendären Worte, welche der Erzengel zu jenem Bischof gesagt hatte: «Ubi saxa panduntur, ibi peccata hominum dimittuntur.» Sowie: «Haec est domus specialis, in qua noxialis quaeque actio diluitur.» (Wo Felsen sich öffnen, werden die Sünden der Menschen vergeben. - Dies ist das besondere Haus, in dem jegliche schändliche Handlung getilgt wird.) Im Frühmittelalter war die Pilgerstätte die am häufigsten von Pilgern aufgesuchte Verehrungsstätte des Erzengels.
Als König Odoaker beabsichtigte, Siponto zu zerstören, soll er mit Hilfe des Erzengels Michael geschlagen worden sein.
642 landeten Slawen bei Siponto und errichteten dort ein Lager, das sie mit Fallen umgaben. So konnten sie einen Angriff der Langobarden abwehren. Dann jedoch unterlagen sie und mussten abziehen, wie Paulus Diaconus in seiner Historia Langobardorum berichtet (IV, 44). 663 wurde Siponto von den Langobarden (oder Slawen(slavs)?) eingenommen und zerstört. Ungefähr 688 wurde Papst Vitalian (657–672) verpflichtet, dem Bischof von Benevent die Aufsicht von Sipontum anzuvertrauen. Im 9. Jahrhundert war Sipontum für eine Weile in der Hand der Sarazenen.
1042 machten die Normannen es zum Sitz einer ihrer zwölf Grafschaften. Sie errangen 1052 einen entscheidenden Sieg über den byzantinischen General Argyrus. Leo IX. (1049–1054) vereinigte Sipontum mit Benevent. Unter Bischof Saint Gerard (1066) wurde es ein Erzbistum.
Nachdem die alte Kirche Santa Maria Maggiore di Siponto verfallen war, wurde sie am Anfang des 12. Jahrhunderts unter Papst Paschalis II. neu gebaut. 1117, als er in Benevent ein Konzil hielt, besuchte er Siponto und weihte die Kathedrale ein. 1177 schiffte sich hier Papst Alexander III. ein, als er sich zu dem berühmten Kongress nach Venedig begab, um mit dem Kaiser Barbarossa Frieden zu schließen. Es scheint, dass der Hafen Sipontos damals, als Stapelplatz der ganzen Provinz, Porto di Capitanata hieß. Er dauerte als solcher fort, obwohl die Stadt bereits verfallen war. 1223 erschütterte sie ein heftiges Erdbeben.
Am 8. Januar 1252 landete der Hohenstaufer Konrad IV. auf seinem Königszug nach Süditalien in Siponto. Hier übergab ihm sein Halbbruder Manfred die Herrschaft Apuliens und anderer Provinzen. 1254 starb Konrad IV., und Manfred wurde Erbe und Herr des Landes. 1255 warf ein weiteres Erdbeben Siponto vollends zu Boden.
Manfred beschloss alsbald den Bau einer neuen Stadt auf einer gesünderen und auch besser gegen Seeräuber geschützten Stelle. Die neue Stadt, für deren Bau man die Trümmer der alten verwendete, nannte er Manfredonia.

## Bischöfe der Stadt
- Liste der Erzbischöfe von Manfredonia

Antonio Marcello (1643) stellte die 1620 von den Türken zerstörte Kathedrale wieder her.
Um das Jahr 1525 sah der Bologneser Mönch Leandro Alberti (1479–1553) laut seiner Descrizione di tutta l'Italia noch so viele und große Ruinen, dass er daraus schloss, es müsse eine ansehnliche und edle Stadt gewesen sein.

## Parco archeologico
Der archäologische Park hat seinen Sitz an der Piazza S. Maria Regina, 11. Das Schutzgebiet umfasst die gesamte Fläche der römischen Kolonie.